# August Tuxen (officer)
 Der er flere personer med dette navn, se August Tuxen.
August Peder Tuxen (4. marts 1853 i Tandslet på Als – 6. januar 1929 i København) var en dansk general og militærhistoriker.
August Tuxen blev 1874 sekondløjtnant og avancerede efterhånden til oberst og regimentschef (1906), generalmajor og chef for 2. jyske brigade 1908, overtog 3. division 1910 og blev 1911 generalløjtnant og kommanderende general indtil 1917 i 2. Generalkommando og derefter i 1. Generalkommando; han tog sin afsked 1918.
Tuxen har udgivet en stor del fortrinlige historiske og militære værker; fra 1901 har han været leder af Generalstabens historiske arbejder, Meddelelser fra Krigsarkiverne, og han er hovedforfatter til Bidrag til den store nordiske Krigs Historie, bind I-VII.
Af hans skrifter skal endvidere særlig nævnes: Royal Danois i Militærhistorisk Tidsskrift, I XVII), Garnisonsliv i Helsingør under Christian V i Museum, 1891), Dansk Krigshistorieskrivning i de sidste 100 Aar (1921), Poul Vendelbo Løvenørn (1924).
Tuxen hædredes i 1912 som medlem af Det kongelige danske Selskab for Fædrelandets Historie og i 1918 ved udnævnelse til dr.phil. h. c. ved Lunds Universitet og 1928 medlem af Krigsvetenskapliga Akademien i Stockholm. Han blev Ridder af Dannebrog 1896, Dannebrogsmand 1903, Kommandør af 2. grad 1909, af 1. grad 1913 og fik Storkorset i 1916. Hans efterladte papirer er bevaret i Det Kongelige Bibliotek.
Han er begravet på Garnisons Kirkegård. Der findes et barneportræt af Edvard Lehmann 1855 (familieeje) og en skitse af Laurits Tuxen ca. 1925 (ligeså).